# Erhardt Bleyer
Erhardt Bleyer (auch Erhard Bleyer; * um 1900; † nach 1960) war ein deutscher Hammerwerfer und Ringer.
Bleyer startete für den ASV Hof und war der erste Hofer Sportler, der Deutscher Meister wurde. 1926, 1929 und 1930 siegte er bei den Deutschen Meisterschaften im Hammerwurf. Darüber hinaus wurde er dreimal Vizemeister und warf vier nationale Rekorde. Dazu sei angemerkt, dass von 1929 bis 1933 zwei Deutsche Meisterschaften für Hammerwerfer existierten. Sowohl der Deutsche Rasenkraftsport- und Tauzieh-Verband als auch die Deutsche Sportbehörde für Athletik, Vorläuferin des Deutschen Leichtathletik-Verbands, reklamierten die Disziplin jeweils für sich. Im Zuge der Gleichschaltung 1933 ging die Hoheit über die Meisterschaften an das Reichsfachamt Leichtathletik über, in dem der Leichtathletik-Verband aufging. Die genannten Erfolge erzielte Bleyer als Rasenkraftsportler.
Daneben war er als Ringer auf Landesebene erfolgreich. Nach 1936 musste er den aktiven Sport verletzungsbedingt aufgeben, blieb seinem Verein aber bis Mitte der 1960er Jahre als technischer Leiter der Ringerabteilung erhalten.